# Geometrické zobrazení
Geometrické zobrazení je zobrazení, které každému bodu {\displaystyle A} útvaru {\displaystyle U} přiřazuje právě jeden bod {\displaystyle A^{\prime }} útvaru {\displaystyle U^{\prime }}.
Bod {\displaystyle A} je tzv. vzor a bod {\displaystyle A^{\prime }} se označuje jako obraz.

## Klasifikace geometrických zobrazení

### Podle zachovávajících se vlastností
Podle toho, které vlastnosti se při geometrickém zobrazení zachovávají a které se mění, lze geometrická zobrazení rozdělit na:
- shodné zobrazení - zachovávají velikost a tvar; Patří sem např. posunutí, rotace apod. – shodná zobrazení lze považovat za speciální případ podobných zobrazení,
- podobné zobrazení, zachovávají tvar, ale nikoliv nezbytně velikost; např. stejnolehlost – podobná zobrazení lze považovat za speciální případ afinních zobrazení,
- afinní zobrazení – zobrazení zachovávající rovnoběžnost přímek; např. zkosení,
- projektivní zobrazení – zobrazení zachovávající kolineárnost bodů, např. středové promítání,
- topologické zobrazení – zachovává se pouze příslušnost bodu k dané křivce.

### Podle dimenze prostoru
Geometrická zobrazení lze rozdělit podle dimenze transformovaného prostoru a podle toho, zda vzor i obraz mají stejnou dimenzi.

#### Dimenze vzoru i obrazu jsou stejné
- lineární – např. posunutí bodu po přímce
- rovinné – oproti lineárním obsahuje některá další zobrazení, např. rotace kolem bodu
- prostorové
- vícedimenzionální

#### Dimenze vzoru a obrazu jsou různé
- projektivní zobrazení – do této skupiny lze zařadit např. rovnoběžné promítání, axonometrie, perspektiva, a jiné metody, často využívané např. v deskriptivní geometrii.

## Invariantní útvar
Pokud pro nějakou dvojici bodů {\displaystyle A,A^{\prime }} platí {\displaystyle A=A^{\prime }}, pak bod {\displaystyle A} označujeme jako samodružný. Jestliže platí {\displaystyle U=U^{\prime }}, pak útvar {\displaystyle U} označíme jako samodružný (invariantní).

## Involutorní zobrazení
Máme-li dva body {\displaystyle A,B}, pro které při daném zobrazení platí, že bod {\displaystyle B} je obrazem bodu {\displaystyle A} a současně je bod {\displaystyle A} obrazem bodu {\displaystyle B}, pak říkáme, že body {\displaystyle A,B} tvoří involutorní dvojici.
Zobrazení, které není identita a při kterém každý bod patří involutorní dvojici, nazýváme involutorním zobrazením (involucí).
Opakovaná involuce (tedy složená sama se sebou) dává identitu. Příkladem jsou souměrnosti v (euklidovské) rovině a prostoru, např. zrcadlení.